# Big Hits (High Tide and Green Grass)
Big Hits (High Tide and Green Grass) — перша музична збірка англійського гурту The Rolling Stones. Опублікована 28 березня 1966 у США, і 4 листопада 1966 у Великій Британії. В США збірка вийшла під лейблом London Records, а у Великій Британії під Decca Records. Загальна тривалість композицій становить 42:40 (версія США), 36:29 (британська версія). Альбом відносять до напрямку рок.
Американське видання зосередило увагу на піснях 1964 та 1965 років з двома новими синглами: «19th Nervous Breakdown» та перезаписом «Time Is on My Side» з гітарним вступом. Британська версія охоплювала триваліший період часу, від першого синглу групи «Come on» до кількох пісень 1966 року, включаючи хіт «Have You Seen Your Mother, Baby, Standing in the Shadow?».
Альбом посів третє місце в американському Billboard 200, і четверте місце у UK Albums Chart. Збірка залишалась в американському чарті 99 тижнів, за що RIAA сертифікувала альбом подвійною платиною, що означає більше двох мільйонів проданих копій.

## Випуск
Пісні, які вибрані для американської версії «Big Hits», були приблизно розділені між оригіналами, написаними Міком Джаггером та Кітом Річардсом, та піснями американських музикантів R&B та рок-н-ролу, причому більшість пісень були взяті з перших п'яти альбомів US Stones, виданих London Records. В американському виданні фото на обкладинці було зроблено у Франклін Каньйон Парку в горах над Беверлі-Гіллз фотографом Гай Вебстер.
Британське видання містить треки, видані після появи американського видання. Дебютний сингл гурту 1963 року, кавер на пісню «Come On» Чака Беррі, але успішніший сигнл «I Wanna Be Your Man», який був написаний суперниками (хоча насправді як друзями) Ленноном — Маккартні не увійшов до збірки.
Збірка досягла четвертого місця в британських чартах. Британська версія збірки знову стала доступною у складі обмеженого набору вінілових бокс-сетів під назвою "The Rolling Stones 1964–1969", у листопаді 2010 року. Вінілова версія альбому містить буклет з кольоровими фотографіями Rolling Stones на концерті та в студії. Ще раз британська версія вийшла в День магазину звукозапису в 2019 році на «Green Vinyl».

## Критика
У ретроспективному огляді для AllMusic Брюс Едер сказав, що американське видання збірки — «все ще одна з найпотужніших колекцій синглів, які можна знайти… З'явившись так, як це було наприкінці зими 1966 року, ця колекція повністю пропустила дрейфу групи по психоделії, і відтоді вона була витіснена „Hot Rocks“ та „More Hot Rocks“, але „Big Hits“ все ще є найконцентрованішою дозою ранніх Stones, за винятком їх перших п'яти американських альбомів».
Музичний біограф та журналіст Джонні Роган заявив, що у Великій Британії збірка «Big Hits» та збірка The Beatles «A Collection of Beatles Oldies», яка вийшла грудні 1966 року, були значними, оскільки вперше гурти випустили колекції найбільших хітів на внутрішньому ринку. На його думку, обидва альбоми «представляли повноліття, нагадуючи слухачам, і самим артистам, що вони вже є еквівалентом актів спадщини». 

## Список пісень

### Видання США
| Перша сторона | Перша сторона                               | Перша сторона                              | Перша сторона                                 | Перша сторона |
| #             | Назва                                       | Автор                                      | Деб'ют і реліз в США (місяць/рік)             | Тривалість    |
| ------------- | ------------------------------------------- | ------------------------------------------ | --------------------------------------------- | ------------- |
| 1.            | «(I Can't Get No) Satisfaction»             | Кіт Річардс, Мік Джаггер                   | Out of Our Heads (07/1965)                    | 3:43          |
| 2.            | «The Last Time»                             | Кіт Річардс, Мік Джаггер                   | Out of Our Heads                              | 3:40          |
| 3.            | «As Tears Go By»                            | Кіт Річардс, Мік Джаггер, Ендрю Лог Олдхем | December's Children (And Everybody's) (12/65) | 2:45          |
| 4.            | «Time Is on My Side» (guitar intro version) | Джеррі Раговой                             | Big Hits… (03/66)                             | 2:58          |
| 5.            | «It's All Over Now»                         | Боббі Вомак, Ширлі Джин Вомак              | 12 X 5 (12/64)                                | 3:26          |
| 6.            | «Tell Me (You're Coming Back)»              | Кіт Річардс, Мік Джаггер                   | England's Newest Hit Makers (05/64)           | 3:46          |

| Друга сторона | Друга сторона            | Друга сторона             | Друга сторона                         | Друга сторона |
| #             | Назва                    | Автор                     | Випуск в США (Місяць/рік)             | Тривалість    |
| ------------- | ------------------------ | ------------------------- | ------------------------------------- | ------------- |
| 1.            | «19th Nervous Breakdown» | Кіт Річардс, Мік Джаггер  | London single 9823 (02/66)            | 3:56          |
| 2.            | «Heart of Stone»         | Кіт Річардс, Мік Джаггер  | The Rolling Stones, Now! (02/65)      | 2:50          |
| 3.            | «Get Off of My Cloud»    | Кіт Річардс, Мік Джаггер  | December's Children (And Everybody's) | 2:55          |
| 4.            | «Not Fade Away»          | Норман Петті, Бадді Голлі | England's Newest Hit Makers           | 1:48          |
| 5.            | «Good Times, Bad Times»  | Кіт Річардс, Мік Джаггер  | 12 X 5                                | 2:31          |
| 6.            | «Play with Fire»         | Нанкер Фелге              | Out of Our Heads                      | 2:13          |

### Британське видання
| Перша сторона | Перша сторона                                              | Перша сторона                 | Перша сторона                         | Перша сторона |
| #             | Назва                                                      | Автор                         | Реліз у Великій Британії (Місяць/рік) | Тривалість    |
| ------------- | ---------------------------------------------------------- | ----------------------------- | ------------------------------------- | ------------- |
| 1.            | «Have You Seen Your Mother, Baby, Standing in the Shadow?» | Кіт Річардс, Мік Джаггер      | Сингл (09/66)                         | 2:34          |
| 2.            | «Paint It Black»                                           | Кіт Річардс, Мік Джаггер      | Сингл (05/66)                         | 3:40          |
| 3.            | «It's All Over Now»                                        | Боббі Вомак, Ширлі Джин Вомак | Сингл (06/64)                         | 3:27          |
| 4.            | «The Last Time»                                            | Кіт Річардс, Мік Джаггер      | Сингл (02/65)                         | 3:40          |
| 5.            | «Heart of Stone»                                           | Кіт Річардс, Мік Джаггер      | Out of Our Heads (09/65)              | 2:46          |
| 6.            | «Not Fade Away»                                            | Petty, Hardin                 | Сингл (02/64)                         | 1:48          |
| 7.            | «Come On»                                                  | Чак Беррі                     | Сингл (06/63)                         | 1:49          |

| Друга сторона | Друга сторона                   | Друга сторона                              | Друга сторона                         | Друга сторона |
| #             | Назва                           | Автор                                      | Реліз у Великій Британії (Місяць/рік) | Тривалість    |
| ------------- | ------------------------------- | ------------------------------------------ | ------------------------------------- | ------------- |
| 1.            | «(I Can't Get No) Satisfaction» | Кіт Річардс, Мік Джаггер                   | Сингл (08/65)                         | 3:43          |
| 2.            | «Get Off of My Cloud»           | Кіт Річардс, Мік Джаггер                   | Сингл (10/65)                         | 2:55          |
| 3.            | «As Tears Go By»                | Кіт Річардс, Мік Джаггер, Ендрю Лог Олдхем | Сингл (02/66)                         | 2:45          |
| 4.            | «19th Nervous Breakdown»        | Кіт Річардс, Мік Джаггер                   | Сингл (02/66)                         | 3:57          |
| 5.            | «Lady Jane»                     | Кіт Річардс, Мік Джаггер                   | Aftermath (04/66)                     | 2:31          |
| 6.            | «Time Is on My Side»            | Джеррі Раговой                             | The Rolling Stones No. 2 (01/65)      | 2:53          |
| 7.            | «Little Red Rooster»            | Віллі Діксон                               | Сингл (11/64)                         | 3:05          |

## Учасники запису

### The Rolling Stones
- Мік Джаггер — вокал, гармоніка, перкусія
- Браян Джонс — гітара, гармоніка, електричне піаніно, дульцимер, бек-вокал
- Кіт Річардс — гітара, бек-вокал
- Чарлі Воттс — ударні
- Білл Ваймен — бас-гітара, орган, бек-вокал

### Додатковий персонал
- Джек Ніцше —  фортепіано, клавесин, перкусія
- Філ Спектор — ударні
- Ян Стюарт —  фортепіано, орган

## Чарти
| Чарти (1966)          | Позиція |
| --------------------- | ------- |
| UK Albums Chart (OOC) | 4       |
| Billboard200          | 3       |

## Сертифікація
| Країна/чарт | Сертифікація | Сертифікація продажів |
| ----------- | ------------ | --------------------- |
| США (RIAA)  | 2×Платиновий | 2 000 000             |